# Giudaismo ellenistico
Nella storia antica, il giudaismo ellenistico fu una forma di giudaismo che coniugò la tradizione religiosa ebraica con la cultura greca. Fino alla caduta dell'Impero romano d'Occidente (476 d.C.) e alla conquista islamica del Mediterraneo orientale, i principali centri del giudaismo ellenistico rimasero Alessandria d'Egitto e Antiochia (odierna Turchia meridionale), i due maggiori insediamenti urbani greci nel Medio Oriente e Nord Africa, fondati alla fine del 
IV secolo sulla scia delle imprese di Alessandro Magno. Il giudaismo ellenistico ebbe vita anche nella Gerusalemme durante il periodo del Secondo Tempio, dove emerse la contrapposizione fra gli ebrei favorevoli all'ellenizzazione e i puristi della tradizione ebraica (talora chiamati giudaizzanti).
La Septuaginta è senza dubbio la principale produzione scritta che sia sorta dall'incontro fra il giudaismo del Secondo Tempio e la cultura ellenistica. Essa fu la traduzione della Bibbia ebraica dall'ebraico biblico e dalla lingua aramaica biblica alla Koinè greca, più precisamente alla Koinè giudaica greca. Meritevoli di menzione sono anche i trattati di etica e filosofia ebraica di Filone di Alessandria, nonché le opere storiografiche di altri autori di origine giudaica, fra i quali il più importante fu Giuseppe Flavio.
Il giudaismo ellenistico iniziò il suo declino a partire dal II secolo, e le cause di questo fenomeno non sono ancora ad oggi ben comprese. È possibile che sia eventualmente stato marginalizzato e parzialmente assorbito nel momento in cui la Koinè greca venne adottata dai primi cristiani, che ebbero i loro centri di diffusione ad Antiochia ed in Asia Minore.

## Ellenismo

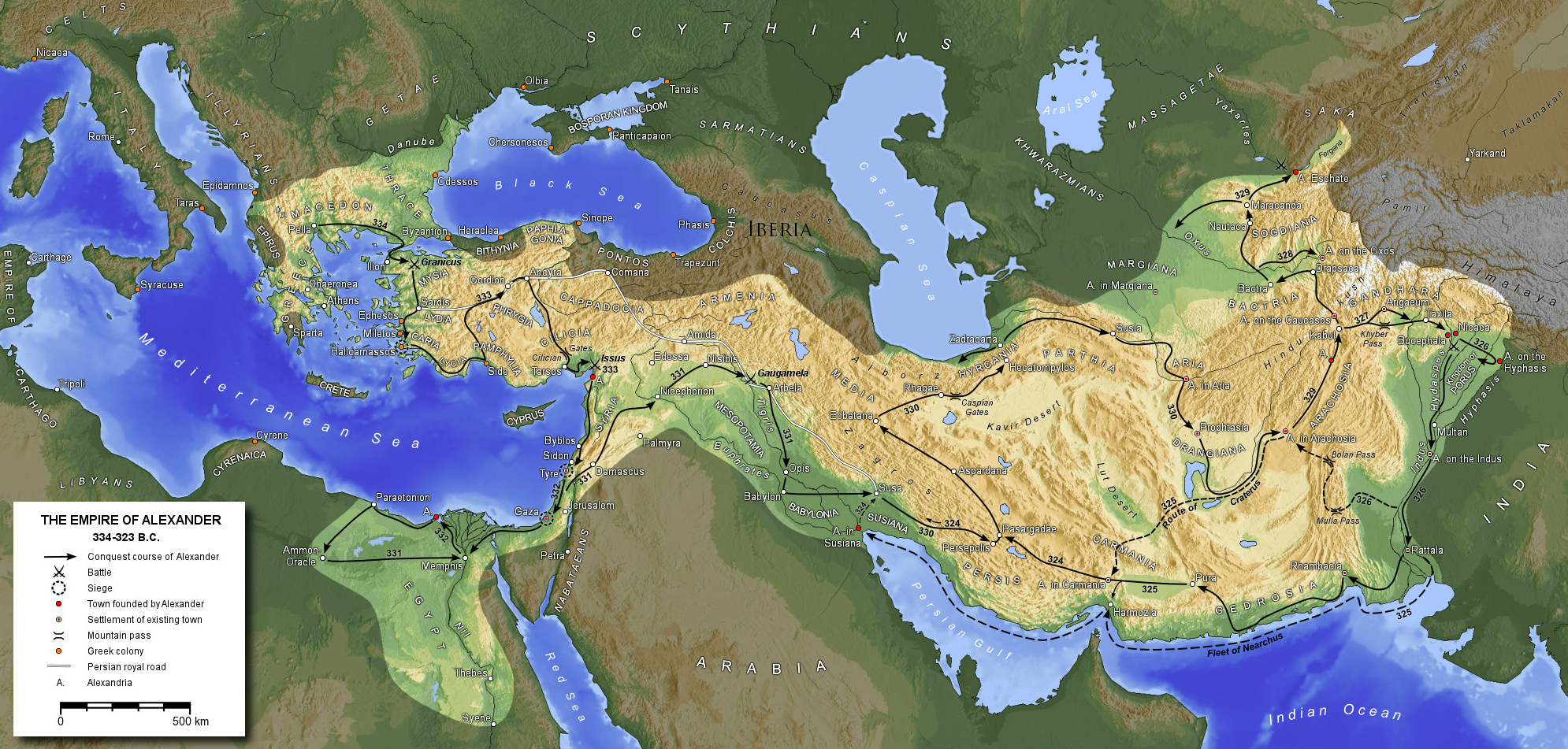
Mappa dell'impero di Alessandro Magno, che si estendeva a oriente e a sud dell'antico Regno di Macedonia.

Le conquiste di Alessandro Magno sul finire del IV secolo a.C. diffusero la cultura greca e la colonizzazione, un processo culturale chiamato Ellenizzazione, nei territori non greci, ivi compreso il Levante.
Tutto ciò diede origine all'età ellenistica che ebbe l'ambizione di creare una comune e universale cultura dell'impero alessandrino fondata su una fusione dell'Atene del V e IV secolo (età periclea) con le altre culture del Vicino Oriente.
Questo periodo fu caratterizzato da un'ondata colonialistica che condusse alla fondazione di nuove città e reami in Asia e in Africa, la più importante delle quali fu Alessandria d'Egitto. Le nuove città erano formate da coloni che provenivano da una pluralità di colonie, e non più da una singola metropolis (lett. "città madre") come era avvenuto in passato.
La diaspora dell'età ellenistica ebbe per protagonisti gli ebrei che abitavano nelle aree natali del Levante. La diaspora egiziana è la più nota di queste. Essa consistette nell'avvio di stretti legami e nell'integrazione economica della Giudea nel regno tolemaico centrato su Alessandria, e nei "rapporti amichevoli di vicinato" che vennero a crearsi fra la corte reale e i capi della comunità giudaica. Tale diaspora fu una libera scelta di convenienza reciproca, non un'imposizione dettata da forze esterne. Sono invece meno attendibili le informazioni in nostro possesso riguardo alle diaspore giudaiche in altri territori. Si è ipotizzato in proposito che esse avessero riproposto ed altrove esportato in larga misura il modello storico-economico attuato in Egitto.

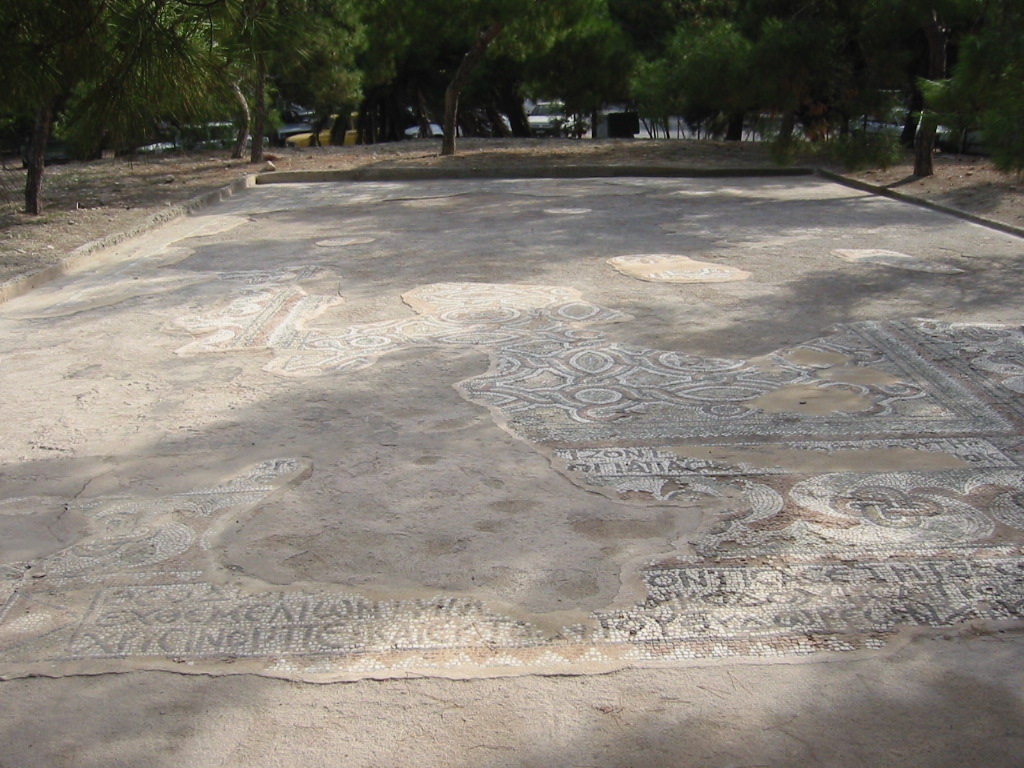
Pavimento a mosaico di una sinagoga ebraica Egina (300 a.C.).

La vita e la cultura giudaica sia in terra nativa che al tempo della diaspora influenzarono la lingua e la cultura ellenistica. Infatti l'ellenismo trovò pochi seguaci fra i giudei, divisi come detto in precedenza fra una prevalente posizione tradizionalista-ortodossa e una (cristiana) di apertura e sintesi con la cultura greca.
Il Secondo libro dei Maccabei fu un'opera in lingua greca che esercitò un'importante influenza culturale, e anche in base a tale argomento l'Ellenismo fu da taluni interpretato come una minaccia e un fatto culturale diametralmente opposto al giudaismo:
(Erich. S. Gruen)
La principale istanza religiosa che divise i Giudei ellenizzati dai tradizionalisti fu la possibilità di applicare la legge biblica in un impero ellenistico prima, romano poi, ma comunque non più giudaico.

## Norme giudaiche in età ellenistica
Sotto la sovranità dei Tolomei e più tardi della dinastia seleucide, la Giudea attraversò un periodo di pace e di tutela delle sue istituzioni. In cambio del loro aiuto contro i nemici della dinastia tolemaica, re Antioco III promise alla comunità giudaica una riduzione delle tasse e un contributo per la ricostruzione di Gerusalemme e del Tempio.
Con il suo successore, re Seleuco IV, le relazioni si deteriorano rapidamente, a tal punto che Antioco IV Epifane segnò una drastica inversione di rotta rispetto alla consolidata linea di tolleranza e protezione, vietando nella Giudea (ma non nei territori della diaspora) i riti e le tradizioni del popolo ebraico, fatto che suscitò una ribellione dei tradizionalisti contro le regole greche. Sembra che le motivazioni dietro a questi accadimenti storici siano ancora del tutto da appurare. Alla fine di questa sollevazione, si costituì la dinastia degli Asmonei, che regnò dal 165 al 63 a.C. La dinastia asmonea probabilmente ebbe fine a causa di una guerra civile, che coincise con le guerre civili in Roma.

## Guerra civile asmonea
La guerra civile asmonea ebbe inizio quando il sommo sacerdote Giovanni Ircano II (promotore del movimento farisaico) fu detronizzato dal suo fratello minore Aristobulo II (fautore dei sadducei). Una terza e ultima fazione, principalmente formata dagli abitanti di Edom, e guidata da Antipatro e suo figlio, riuscì nell'intento di riportare Ircano II sul trono, che, stando a Giuseppe Flavio, era solamente una controfigura manovrata da Antipatro.
Nel 47 a.C. Antigono, nipote di Ircano II e figlio di Aristobulo II, domandò a Giulio Cesare il permesso di detronizzare Antipatro. L'imperatore romano ignorò la sua richiesta, ma nel 42 Antigono rovesciò Erode con l'aiuto dei Parti. Antigono regnò solamente per tre anni, finché Erode con il sostegno di Roma rientrò in possesso del trono, e lo fece giustiziare. Antigono fu l'ultimo re della breve dinastia asmonea.

## Influenza
La Septuaginta è il testo più noto, studiato e importante che risale a questo periodo. Fra la produzione letteraria risultante dall'incontro fra il giudaismo e la cultura ellenistica si ricordano anche gli apocrifi e la letteratura apocalittica pseudoepigrafica (come l'Assunzione di Mosè, i Testamento dei Dodici Patriarchi, il Libro di Baruc, l'Apocalisse greca di Baruc), tutti datati per quel periodo, di cui ci sono fornite importanti informazioni da Filone Alessandrino e da Flavio Giuseppe. Alcuni autori considerano Paolo di Tarso come un'ellenista a tutti gli effetti sebbene la Sacra Scrittura affermi invece che egli fosse un ebreo educato alla scuola dei Farisei (Atti 23:6).
Filone Alessandrino fu un importante apologista del giudaismo che presentò come una religione di antiche origini, che, lontana dai culti barbarici delle tribù nomadiche che vivevano ad Oriente, e che con il suo monoteismo anticipò la tendenza fondamentale della filosofia ellenistica. Filine scrisse riguardo a usi, costumi e tradizioni che alla vista dei greci potevano sembrare primitivi o esotici, come se fossero basati su delle metafore: come la "circoncisione del cuore" (Levitico 26:41, Ezechiele 44:7).
Di conseguenza, il giudaismo ellenistico enfatizzò la dottrina monoteistica (heis theos), e rappresentò la ragione (logos) e la sapienza (sophia) come provenienti dallal stessa sorgente, Dio.
Sotto l'influsso di Tarso, Alessandretta, Antiochia e la Siria orientale (i principali centri del Giudaismo Ellenistico nel Levante), la seconda metà del periodo del Secondo Tempio segnò un rapido cambio di marcia nel processo di ellenizzazione di Israele, mentre gli alti sacerdoti e gli aristocratici adottavano nomi greci:

## 'Non c'è né ebreo né greco'
Le tensioni etniche, sociali e culturali del mondo giudaico ellenistico furono parzialmente poste in secondo piano mentre si faceva strada una nuova dottrina (doxa) della Grecia Medio-Orientale, e tipicamente di Antiochia, sia per
- immigranti, e autoctoni Cilici ellenizzati e Giudei della Siria orientale (discendenti dagli Ebrei dell'esilio babilonese che per lungo tempo adottarono elementi della cultura e civiltà greca, ma mantenendo una stretta conformità all'ortodossia),
- pagani, Greci 'classici', Greci di Macedonia e gentili greco-siriaci, oppure
- i nativi del luogo che discendevano dai greci o dai greco-siriaci convertiti al giudaismo tradizionale, noti come Proseliti (in greco: προσήλυτος/proselytes), infine dagli ebrei nati da matrimoni misti e che parlavano la lingua greca.

I loro sforzi furono probabilmente agevolati dall'arrivo di una quarta ondata migratoria di famiglie di lingua greca che abitavano nella Cilicia/Turchia del sud e nella Siria nord-occidentale: migranti Ebrei di Cipro ed della Cirenea (Libia) originari delle comunità giudaiche del nord Africa non egiziane, così come gentili dell'Antica Roma che parlavano la Koinè greca in modo fluente e che facevano frequentare le scuole greche ai loro figli. Alcuni studiosi ritengono che al tempo le ultime due correnti fossero meno numerose degli autoctoni Cilici ed Ebrei della Siria orientale che praticavano una forma più "libertaria" di giudaismo, più propizia alla formazione di un nuovo canone:
In quel tempo gli Ebrei della Cirenea erano importanti a sufficienza per avere a Gerusalemme una sinagoga che portava il loro nome (Atti 6:9). E quando la persecuzione si rivolse contro Stefano [un Ebreo siriaco-cilicio ellenizzato], alcuni Ebrei di Cirene convertiti a Gerusalemme, furono dispersi e arrivarono fin nella Fenicia, a Cipro e ad Antiochia e non predicavano la parola a nessuno fuorché ai Giudei, ma alcuni fra loro, cittadini di Cipro e di Cirene, giunti ad Antiochia, cominciarono a parlare anche ai Greci (Atti 11:19-20). Uno di loro, Lucio, divenne profeta nella prima chiesa qui costituita [la nascente comunità greca 'ortodossa' di Antiochia]. Tuttavia, Paolo, ebreo ellenizzato e convertito al cristianesimo, si trovò nemico degli Ebrei greci più conservatori dal punto di vista della pratica religiosa, Così egli poté stare con loro e andava e veniva a Gerusalemme, parlando apertamente nel nome del Signore e parlava e discuteva con gli Ebrei di lingua greca; ma questi tentarono di ucciderlo. Venutolo però a sapere i fratelli, lo condussero a Cesarea e lo fecero partire per Tarso. (Atti 9:29-30).

## Declino dellaHellenistaie parziale conversione al cristianesimo

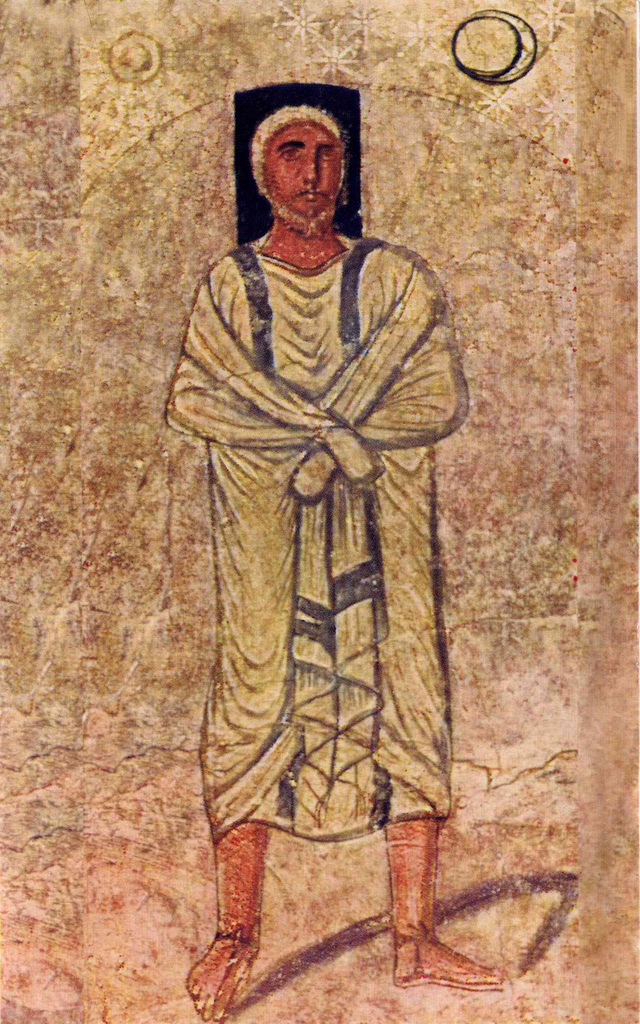
Gesù - affresco della sinagoga di Dura Europos.

Le ragioni del declino del giudaismo ellenistico ci restano oscure. Le Epistole di Paolo e gli Atti degli Apostoli riferiscono, dopo essersi dedicato alla conversione degli Ebrei ellenizzati in Anatolia, Macedonia, Tracia e Siria del nord, senza criticare le loro leggi e tradizioni (Atti 16:1-3), Paolo preferì evangelizare comunità di proseliti e timorati di Dio in Grecia e Macedonia, e i greci della cerchia giudaizzante: il Decreto Apostolico che concluse il Concilio di Gerusalemme nel 49, eliminò l'obbligo (ma non lo vietò) per i convertiti di farsi circoncidere, così proponendo ai pagani la scelta della fede cristiana come un'opzione più attraente dell'Ebraismo rabbinico che invece non aveva mai abolito la circoncisione dei convertiti col rito del Brit milah.
Il Decreto era fondato su un importante riscontro scritturale, il dono dello Spirito Santo sugli stranieri incirconcisi, mentre iniziavano a comprendere e glorificare il Verbo (Atti 10) tramite le parole di Pietro.
Nell'80 d.C. Domiziano vietò la circoncisione in tutto l'impero definendola una forma di "superstizione", e nello stesso tempo non mise mano alla tassazione privilegiata degli Ebrei dettata nel fiscus iudaicus, senza andare incontro a sollevazioni popolari. Piuttosto che un atto nei confronti di Israele, secondo gli storici Domiziano perseguì una strategia per disincentivare le conversioni al cristianesimo.
I versi in apertura del sesto capitolo degli Atti descrivono la problematica culturale dei primi cristiani di Gerusalemme, divisi fra Ebrei che parlavano in aramaico ed Ebrei ellenizzati:
Alcuni storici ritengono che una parte considerevole delle comunità giudaiche ellenizzate della Turchia meridionale (Antiochia, Alessandretta e città limitrofe) e della Siria/Libano siano state progressivamente convertite al ramo greco-romano della Cristianità, forse andando a costituire la Chiesa Melchita ellenistica nell'area del Medio Oriente e Nord Africa:

## Influenze culturali
Sia il primo cristianesimo che il primo ebraismo rabbinico erano meno ortodossi e meno coesi dal punto di vista teologico di quanto lo siano oggi. Per quanto divinamente ispirata e governata da Dio verso l'affermazione della Verità (secondo i credenti), l'elaborazione dottrinale è stata segnata da divisioni, conflitti ed eresie. Entrambe assorbirono elementi della cultura e della religiosità ellenistica, in modo significativo dagli autori Giudaici di lingua greca del Periodo del Secondo Tempio che svolsero un insostituito ruolo di traduzione, sintesi e mediazione culturale, fino all'uso della Koinè greca e del latino come lingue liturgiche sostitutive dell'Ebraico biblico.
La stessa parola sinagoga, pur traducendo una parola ebraica in greco (giudaico ellenistico), ha dato nome ai luoghi di culto dei Giudei ellenizzati dell'Europa sudorientale (Macedonia, Tracia, Grecia del nord), nord Africa e Medio Oriente dopo il III secolo a.C.
Nel I secolo a.C., gli Hellenistai e gli aderenti al giudaismo ellenistico stabilirono numerose sinagoghe nelle isole greche, Cilicia, Siria nord-orientale e occidentale, e a nord Israele, quali: Delo, Antiochia di Siria, Alessandretta, Galilea e Dura Europos. Rispetto alla totale iconoclastia del giudaismo tradizionale, affreschi e mosaici di queste sinagoghe raffigurano sia eroi della mitologia greca che personalità storiche della Bibbia, essendo l'arte giustificata dagli studiosi e dai rabbini del tempo come un fine al servizio della verità (secondo la concezione greca), educativo e morale in particolare per le generazioni future. Tuttavia, queste sinagoghe erano talvolta confuse per un Tempio greco pagano o per una Chiesa greco-ortodossa di Antiochia.
Un fenomeno simile si verificava nell'arte delle catacombe dei primi cristiani durante le persecuzioni romane, visto come un tentativo di sincretismo religioso, di una strategia di proselitismo mediante concessioni iniziali sostituite dalla graduale sovrapposizione e assorbimento del passato nella nuova religione, da una confusione generata dall'incontro di due culture di cui la nuova non era ancora marcatamente chiara e distinta nei suoi contorni rituali e dottrinali.